# Sonnenfinsternis vom 16. Februar 1999
Bei der Sonnenfinsternis vom 16. Februar 1999 handelte es sich um eine ringförmige, vorwiegend auf der Südhalbkugel der Erde wahrnehmbare Finsternis.  Ihre Zentrallinie  begann mitten im Ozean südlich von Südafrika, verlief quer über den südlichen Indischen Ozean und anschließend mitten durch Australien, und endete schließlich im offenen Meer südlich von Neuguinea. In Australien wurde die Finsternis praktisch nur im Outback ringförmig sichtbar. Die am nächsten der ringförmigen Zone gelegene australische Großstadt war Perth. Als partielle Finsternis konnte sie einerseits bis über den Südpol hinaus und andererseits bis zu den Philippinen gesehen werden.